# شركة الهند الشرقية السويدية
أنشئت شركة الهند الشرقية السويدية (بالسويدية: Svenska Ostindiska Companiet)‏ أو SOIC في غوتنبرغ بالسويد عام 1731 من أجل إجراء التجارة مع الصين والشرق الأقصى. استلهم المشروع النجاح من شركة الهند الشرقية الهولندية وشركة الهند الشرقية البريطانية. جعل هذا المشروع من غوتنبرغ مركزًا لتجارة المنتجات الشرقية. كانت السلع الأساسية الحرير والشاي والبورسلين والأحجار الكريمة والأشياء الفاخرة الأخرى. شهدت التجارة مع الصين وصول بعض الملابس الجديدة إلى السويد. تصاعد التأثير الثقافي الصيني وبدأ الشاي والرز والعرق والخضار الجذرية بالظهور في المنازل السويدية.
كبرت الشركة لتصبح أكبر شركة تجارية في السويد في القرن الثامن عشر، إذ أجريت أكثر من 137 رحلة من خلال 37 سفينة مختلفة. أغلقت الشركة عام 1813 ولكن تركت آثارًا ما تزال واضحة حتى الآن في غوتنبرغ.

## خلفية تاريخية
كانت السويد آخر الدول الأوروبية البحرية البارزة التي شاركت في تجارة الهند الشرقية. مُنحت الامتيازات الملكية لشركة الهند الشرقية السويدية بعد قرن تقريبًا من تأسيس الشركات التجارية الأوروبية الأخرى.
مع ظهور تجارة الهند الشرقية في القرن السابع عشر، بدأ استيراد البضائع الصينية والهندية إلى السويد. أصبح شرب الشاي والحصول على الأشياء الصينية ذروة الموضة بين أعضاء المجتمع البارزين السويديين والطبقة الوسطى. دُرست ونُسخت الثقافة والفلسفة والفنون والزراعة والهندسة المعمارية الصينية. أبرز مثال على ذلك هو الجناح الصيني في دروتنينغهولم، والذي أعقبه حدائق أصغر مثل تلك التي بناها جان أبراهام جريل في غوديغارد. اعتُبرت الصين مجتمعًا نموذجيًا، ونموذجًا لكيفية حكم الدولة. وقد بلغ هذا ذروته خلال القرن الثامن عشر، عندما اقترح العديد من العلماء والسياسيين السويديين أن السويد يجب أن يحكمها بيروقراطيون فكريون، «مندرين»، بقيادة ملك ذي سيادة على الطريقة الصينية.

### المحاولات الأولى
أول محاولة لتنظيم شركة الهند الشرقية السويدية للتجارة قام بها تاجر فلمنكي، هو ويليم أوسيلينكس. خلال القرن السابع عشر، سيطر التجار الهولنديون على غوتنبرغ التي تأسست حديثًا على الساحل الغربي للسويد. كانت المدينة تعتبر مثالية للتجارة الدولية في السويد إذ نُقلت معظم البضائع على السفن وكانت غوتنبرغ الميناء السويدي الرئيسي الوحيد الذي يمكن الوصول إليه دون الحاجة إلى اجتياز الجمارك الدنماركية في أوريسند. في 14 يونيو 1626، حصل أوسيلينكس على امتيازات ملكية لشركة تجارية لمدة اثني عشر عامًا، من الملك السويدي غوستاف الثاني أدولف. شملت الامتيازات فقرات حول أخلاقيات التجارة مع الأجانب والسكان الأصليين. كانت الأولوية الأولى إقامة علاقات ودية طويلة الأمد من شأنها أن تعود بالنفع على الطرفين. دُعم المشروع من قبل عدد من السويديين البارزين، بما في ذلك الملك نفسه، ولكن جمع الأموال اللازمة أثبت صعوبة المشروع. وضعت الصعوبات السياسية ومشاركة السويد في حرب الثلاثين عامًا، حيث قتل الملك غوستاف الثاني، حدًا للخطط. استُخدمت الموارد بدلًا من ذلك لشركة أصغر، تتاجر داخل أوروبا.
أجريت المحاولة التالية لبدء شركة تجارية عام 1661، من قبل التاجر الألماني إرلينكامب، الذي اقترح مسارًا حول المحيط المتجمد الشمالي، طريق البحر الشمالي، يتجاوز اليابان وبعدها إلى الصين والهند. كان الهدف تجاوز الحصار الإسباني والبرتغالي. لم تحصل الخطة على أي دعم إذ أثبتت حواجز الجليد صعوبةً بالغة. في نهاية ستينيات القرن السادس عشر، أرسلت عريضة من دبلوماسي مقيم في لندن هو يوهان ليغونبرغ إلى الملك السويدي كارل الحادي عشر بشأن أحد الأولي بورغ الذي عمل في شركة الهند الشرقية الهولندية لمدة ثمانية عشر عامًا. ذكر بورغ أنه إذا كانت هناك حرب بين السويد والدنمارك، فيمكنه تسليم الحصن الدنماركي في ثارانغامبادي بالهند إلى السويديين. عُين كنوت كورك وبيتر شناك ويوهان أوليفكروتز مديرين للشركة، لكن الاضطرابات السياسية في السويد في ذلك الوقت بالإضافة إلى مشاكل في الحصول على الأموال التي وعد بها المستثمرون أحبطت هذا المشروع أيضًا، وفي عام 1674، حُلت الشركة. استُخدمت الموارد المتبقية لإرسال سفينتين، سولين (الشمس) وترومسلاغارين (الطبّال)، إلى لشبونة للحصول على الملح.
قام قراصنة يبحرون من مدغشقر بمحاولة لاحقة لتأسيس التجارة السويدية على جزر الهند الشرقية. بعد أن هاجموا السفن التجارية الأخرى، أصبحوا أثرياء وكانوا يبحثون عن مكان للاستقرار واستثمار أموالهم في مشروع شرعي. بلغ عدد القراصنة حوالي 1500 وقادوا أسطولًا كبيرًا مدججًا بالسلاح. بدأوا بتقديم نصف مليون جنيه إسترليني و25 سفينة مسلحة لحمايته للملك السويدي كارل الثاني عشر، لكن الأمر لم يُحل. في عام 1718، التقى ممثلو القراصنة مرة أخرى بالملك في معسكره خلال الحملة ضد النرويج. كان العرض الجديد 60 سفينة، مسلحة ومخزنة بالسلع، إذا سُمح للقراصنة بالاستقرار في غوتنبرغ وبدء تجارة مع جزر الهند الشرقية تحت العلم السويدي. حصل شخص واحد يحمل اسم مورغان بالفعل على ميثاق لشركة الهند الشرقية وخطاب تعيين لنفسه كمحافظ على المستعمرات التي يمكن أن تكون نتيجة لمثل هذه المؤسسة. عندما أطلِق النار على الملك وتوفي في 30 نوفمبر 1718، طُوي المشروع.

### السويد بعد الحرب الشمالية العظمى
كانت السويد فقيرة بعد الحرب الشمالية العظمى، واعتبرت التجارة خيارًا لإعادة بناء البلاد. اختلفت الآراء حول ما إذا كانت التجارة مع جزر الهند الشرقية ستكون مربحة بدرجة كافية أم لا. كان القلق الأكبر أن السويد لن تمتلك ما يكفي من الموارد للدفاع عن سفن الشركة والمراكز التجارية. لم تتردد الشركات التجارية من إنجلترا وفرنسا وهولندا بمهاجمة السفن الأخرى لمنع المنافسة. كانت محاولة فاشلة لبدء شركة تجارية منافسة في النمسا، شركة أوستند، محبطة.
ما جعل المشروع السويدي أخيرًا ممكنًا هو الدعم القوي من التجار والتجار الأجانب، وعلى رأسهم البريطانيون والهولنديون أيضًا، الذين استُبعدوا من الشركات في بلدانهم. كان غالبية المستثمرين، وكذلك مشتري السلع المستوردة من قبل الشركة، من الأجانب.
لم يكن منح الإذن لميثاق مثيرًا للجدل تمامًا خلال تلك الفترة عندما كانت المذهب التجاري، الذي دافع عن اللوائح حتى يُروج لإنتاج السلع التصديرية وخفض الاستيراد، هو الفكرة السائدة للتجارة. أصبحت المعارضة أكثر وضوحًا بعد الرحلة الأولى التي قامت بها السفينة فريدريكوس ريكس سويسياس عام 1735. رُفعت المطالب في البرلمان السويدي لفرض عقوبات وقيود على الشركة التجارية، وكُتب عدد من الكتيبات، بحجة أن الصلب والأخشاب السويدية كانت تضيع مقابل سلع لا قيمة لها مثل الشاي والخزف. كان يوهان أركينهولتز من أكثر النقاد المتحمسين ضد الميثاق. حتى أنه تحدث عن الجوانب الأخلاقية، قائلًا إن السكان السويديين سيبتعدون عن العمل والحرف اليدوية ويفقدون صحتهم وقوتهم وروحهم باستخدام منتجات من مناخ أكثر دفئًا.
تهدد التجارة أيضًا صناعة النسيج السويدية الناشئة، ووعدت الشركة الجديدة قريبًا بالامتناع عن شحن المنسوجات. من بين واحد وستين رحلة عائد بنجاح بين 1733 و1767، كانت ثلاث فقط (في 1735 و1740 و1742) تحمل منسوجات قطنية وحرير خام من البنغال. كانت المعارضة لشركة الهند الشرقية السويدية بدافع الغيرة مما تجنيه الشركة من التجارة. جادل أولئك الذين أيدوا إنشاء شركة تجارية سويدية أنه إذا أراد الناس سلعًا من الصين، سيشترونها على أي حال وسيكون من الأفضل استيرادها باستخدام السفن السويدية والشركات التجارية، وبالتالي الحفاظ على الأرباح داخل السويد.